# Sant Esteve de Pardines
Sant Esteve de Pardines és una obra del municipi de Pardines (Ripollès) declarada bé cultural d'interès nacional.

## Descripció
L'absis és elevat com una mitja torre.
Es tracta d'un conjunt format per una torre rodona, que defensa una porta de tres grans arcades a on s'hi aboca un carrer. Està situat a la part sud de Pardines, tocant les edificacions del poble i formant part d'aquestes. La torre, a la part baixa, deixa veure les antigues espitlleres de defensa i actualment forma part d'una casa que s'ha restaurat o reconstruït al seu damunt, tenint aquests elements arquitectònics dels quals es dubta que estiguin al lloc originari o siguin afegits.
La porta, situada més endarrerida de la torre, presenta tres arcades, una d'elles a la part esquerra quasi tapiada, potser per motius d'estabilitat. La de l'altre extrem dona al que deuen ser els soterranis d'una casa, i la del mig és la porta pròpiament dita, per sota de la qual, formant un corredor, passa un carreró en pendent.
Si bé la torre ha estat consolidada i restaurada, no ha estat així la porta, que a les arcades i sostres té problemes estàtics, ja que a sobre hi ha construïda una antiga casa. Les estructures són de pedra agafada amb morter de calç i forjat de fusta.

## Història
La situació d'aquesta porta i de la seva torre és dominant la Vall i tocant al poble. El carrer passa per aquesta porta i actualment no té continuïtat, però ve vorejant les cases del poble i, segons la història medieval i els documents, es podria pensar que aquesta porta deuria ser la primitiva entrada a Pardines pel camí reial de Ribes a Camprodon, que deuria passar pel fons de la Vall seguint el riu i creuant-lo per un pont davant de Vilaró, al costat del molí d'en Roca i seguint Vall amunt per Llavanera cap a la collada verda.
Del trencant que unia el camí reial de Pardines no en queden gairebé restes, però la seva existència deu quedar demostrada a les espitlleres de defensa cap a l'exterior que conserva la torre, i que en un terreny com l'actual, de terrasses de conreu, serien injustificades, sí, en canvi, es pot justificar l'existència d'algun camí cap al qual estiguessin orientades.